# Velum (Hydrozoaire)
Pour les articles homonymes, voir velum.

Anatomie d'une méduse : 12. Velum

Le vélum est un repli de l'ombrelle de certaines méduses, et notamment celles appartenant à la classe des Hydrozoaires. Il joue le rôle d'entonnoir, réduisant ainsi le diamètre de l'orifice d'entrée de la cavité gastrovasculaire, permettant l'augmentation de la force de l'eau éjectée, et ainsi un déplacement plus performant. En outre, il réduit aussi l'afflux d'eau[Où ?][pourquoi ?][pas clair].
On dit d'une méduse qui possède un vélum qu'elle est craspédote, ou dans le cas contraire acraspédote.